# Super Cars International
Super Cars International è un videogioco di tipo simulatore di guida sviluppato da Magnetic Fields e pubblicato nel 1996 da Gremlin per computer MS-DOS. Esso è il terzo e ultimo videogioco della serie Super Cars.

## Storia
Ogni anno inizia il campionato automobilistico Super Cars International, tutti i migliori piloti del mondo sono in competizione.

## Modalità di gioco
Come i predecessori si gareggia in un campionato a tre difficoltà, la visuale è dall'alto. Il giocatore potà potenziare la propria macchina tramite un negozio, i soldi sono ottenibili rispondendo correttamente alle domande che si riceveranno di volta in volta dopo ogni gara oppure per meriti sportivi conseguiti in gara. La gara è sempre fra dieci automobili e conta arrivare nei primi posti per cercare di vincere il campionato di dieci gare. La modalità sfida a due giocatori è supportata, lo schermo viene diviso in due parti in verticale. Durante il gioco si potranno incontrare difficoltà come salti da rampe, tunnel, incroci pericolosi e ferrovie con treni in transito. Le auto possono essere dotate di armi come missili, mine anticarro barriere difensive, ecc.

## Automobili
Le auto a disposizione sono tre e non avendo licenze ufficiali sono palesemente ispirate a automobili reali.
- Taraco Neoreder gialla, ispirata alla Fiat Coupé.
- Vaug Interceptor blu, ispirata alla Alfa Romeo GTV.
- Retron Parsec rossa, ispirata alla Porsche 993